# Georg Friedrich Fickert
Georg Friedrich Fickert (Bartsdorf (Strzegom; huidig Polen), 20 november 1758 – Groß-Wilkau (Silezië), 6 mei 1815; ook wel Georg-Friedrich Fickert of George Friedrich Fickert) was een Duits kerklieddichter en dominee.

## Biografie
Fickert werd als zoon van een meester-kleermaker en zijn vrouw Elisabeth geboren. Met 13 jaar werd hij naar school gestuurd, drie jaar later naar een gymnasium in Świdnica. Hij studeerde vanaf 2 mei 1781 in Halle (Saale). In 1795 werd hij dominee in Dobroszów en trouwde met Christiane Dorothea Laengner. Fickert kreeg met zijn vrouw zes kinderen, van wie er twee op jonge leeftijd stierfen. Na 18 jaar gingen ze uit elkaar, omdat Christiane geen interesse voor het beroep van haar man had. Ze verhuisde daarom terug naar haar ouders. In Großwilkau werkte hij vanaf 1810. Naast zijn pastoraat publiceerde hij een Christliches Wochenblatt over wedergeboorte en zending. De reden van zijn dood is de armoede van zijn gezin.

## Publicaties
- Christliches Wochenblatt für gesammelte und zerstreute Kinder Gottes und alle, die den Herrn Jesum von ganzem Herzen suchen
- O daß doch bald dein Feuer brennte, du unaussprechlich Liebender (EKG 219, EG 255)
- Wirf Sorgen und Schmerz ins liebende Herz des mächtig dir helfenden Jesus
- In unsers Königs Namen betreten wir die Bahn